# Grzegorz Śledziewski
Grzegorz Śledziewski (né le 18 juillet 1950) est un sportif polonais, triple champion du monde de kayak.

## Biographie
Il a participé à trois olympiades, mais n'a jamais accédé au podium olympique.
Aux Jeux olympiques d'été de 1976, il était le porte-drapeau de la délégation polonaise.
Aux championnats du Monde, il s'illustre en K1, K2 et K4, en remportant 3 titres, 5 médailles d'argent et 7 médailles de bronze.

## Palmarès

### Jeux olympiques
- Canoë-kayak aux Jeux olympiques d'été de 1972 à Munich
  - K1, 1 000 mètres, 8e
- Canoë-kayak aux Jeux olympiques d'été de 1976 à Montréal
  - K1, 500 mètres, 5e
  - K1, 1 000 mètres, 8e
  - K2, 500 mètres
- Canoë-kayak aux Jeux olympiques d'été de 1980 à Moscou
  - K1, 500 mètres
  - K4, 1 000 mètres, 4e

### Championnats du monde
- 1971 Belgrade K1 1000 m
- 1974 Mexico K2 500 m
- 1975 Belgrade K1 1000 m
- 1970 Copenhague K1 500 m
- 1973 Tampere K1 1000 m
- 1974 Mexico City K1 1000 m
- 1977 Sofia K1 500 m
- 1979 Duisbourg K4 1000 m
- 1970 Copenhague K1 1000 m
- 1973 Tampere K1 500 m
- 1974 Mexico K1 500 m
- 1974 Mexico K1 4 × 500 m
- 1975 Belgrade K1 500 m
- 1978 Belgrade K4 500 m
- 1979 Duisbourg K4 500 m